# Zeitdienst
Als Zeitdienst wird in der Astrometrie und den Geowissenschaften ein national oder international geregelter Dienst für die genaue Weltzeit (UT und UTC) sowie die Aussendung von Zeitsignalen durch Zeitzeichensender bezeichnet. Seit dem Vollausbau des GPS tragen auch die von den Satelliten ausgesandten Zeitmarken wesentlich dazu bei.
Während es im Mittelalter nur lokale Zeitdienste gab (meist nur genähert mit Sonnenuhren, fallweise mit Mittagskanone), wurden sie in der seefahrerischen Entdeckungszeit – nun wesentlich genauer – auf einzelne Observatorien verlegt oder kontinuierlich von Sternwarten betrieben. Teilweise erhielt die Zeitbewahrung solcher Observatorien auch amtliche Gültigkeit, wie z. B. jene der Wiener Urania.
Erst zu Beginn des 20. Jahrhunderts entstanden national geregelte Zeitdienste, die entweder von einzelnen Sternwarten oder von physikalischen Instituten wie dem BIH in Paris übernommen wurden. In manchen Ländern waren auch zentrale Eichämter verantwortlich, wie teilweise in Deutschland (?) und der Schweiz.
Heute sind die Zeitdienste international vernetzt, betreiben große Uhrenanlagen mit oft mehreren Atomuhren oder Wasserstoffmasern, deren gegenseitiger Uhrstand über Funk oder (seltener) mit direktem Uhrtransport verglichen wird. Erst der Verbund vieler solcher Stationen und Dienste bildet das international verbindliche Zeitsystem der Atomzeit (AT) und der Weltzeit (UT1 und UTC). Die Abweichungen der einzelnen Zeitdienste vom Verbund, die heute nur noch im Bereich von Nanosekunden liegen, werden laufend überwacht und periodisch publiziert. Sie werden durch einen Namensindex gekennzeichnet, z. B. AT(PTB) für die Atomzeit der Physikalisch-Technischen Bundesanstalt in Braunschweig oder UTC(BEV) für die Universal Time des BEV in Wien.
Zunehmend werden die Zeitdienste organisatorisch und technisch mit geodätischen Fundamentalstationen verbunden, sodass die laufende Überwachung der Erdrotation in interdisziplinärer Kooperation erfolgen kann, zusammen mit globalen Diensten wie dem IERS.